# Makoto Ueda (éditeur)
Pour les articles homonymes, voir Makoto Ueda.
Makoto Ueda (植田実, Ueda Makoto, né en 1935) est un éditeur et critique japonais d'architecture.
Après l'obtention de son diplôme de littérature française à l'université Waseda, Ueda travaille en tant que rédacteur de revues d'architecture, notamment en tant que rédacteur en chef de Toshi Jūtaku.

## Ouvrages
- Anjero Manjarotti: 1955-1964 / Anjero Manjarotti sekkei ((アンジェロ・マンジャロッティ?): 1955-1964 / (アンジェロ・マンジャロッティ設計?), Angelo Mangiarotti, 1955-64 / The designs of Angelo Mangiarotti). Tokyo: Seidōsha, 1965.
- Japan hausu: Uchihanashi konkurīto jūtaku no genzai ((ジャパン・ハウス：打放しコンクリート住宅の現在?)) / Japan House  in Ferroconcrete. Tokyo: Graphic-sha, 1988.  (ISBN 4-7661-0460-9).
- Mayonaka no ie: Ehon kūkan-ron ((真夜中の家：絵本空間論?), Houses late at night). Tokyo: Sumai-no-toshokan-shuppankyoku, 1989.  (ISBN 4-7952-0824-7).
- Apātomento: Sekai no yume no shūgō jūtaku ((アパートメント：世界の夢の集合住宅?), The condominium: The world dream of collective housing). Tokyo: Heibonsha, 2003.  (ISBN 4-582-63400-1).
- Shūgō jūtaku monogatari ((集合住宅物語?), histoire du logement collectif). Tokyo: Misuzu, 2004.  (ISBN 4-622-07086-3). Livre richement illustré sur le logement collectif au Japon (principalement Tokyo et ses environs). L'ouvrage compte plus de trois cents pages, dont une cinquantaine consacrées aux bâtiments Dōjunkai (en). La photo en couleur est de Hiroh Kikai, avec d'autres photos  plus anciennes en noir et blanc. Première parution dans Tokyojin (en) de 1997 à 2001.

## Source de la traduction
- (en) Cet article est partiellement ou en totalité issu de l’article de Wikipédia en anglais intitulé « Makoto Ueda (architecture critic) » (voir la liste des auteurs).